# Oreichthys
Oreichthys (H. M. Smith, 1933) è un genere di pesci della famiglia dei Cyprinidae.

## Tassonomia
Comprende le seguenti specie:
- Oreichthys andrewi Knight, 2014
- Oreichthys cosuatis (F. Hamilton, 1822)
- Oreichthys crenuchoides Schäfer, 2009
- Oreichthys parvus H. M. Smith, 1933